# Махмуд Сабер
Махмуд Сабер Абдельмохсен Хассан (араб. محمود صابر عبدالمحسن, нар. 30 липня 2001) — єгипетський футболіст, півзахисник клубу «Пірамідс».
Виступав за молодіжну збірну Єгипту.

## Клубна кар'єра
Народився 30 липня 2001 року. Вихованець футбольної школи клубу «Ногум». Дорослу футбольну кар'єру розпочав 2018 року в основній команді того ж клубу, в якій провів один сезон, взявши участь у 2 матчах чемпіонату. 
Влітку 2020 року приєднався до лав клубу «Пірамідс». Другу половину 2023 року провів в оренді у клубі ЗЕД, після чого повернувся до «Пірамідс».

## Виступи за збірну
З 2023 року залучається до складу молодіжної збірної Єгипту. На молодіжному рівні зіграв у 5 офіційних матчах, забив 2 голи.
2024 року включений до заявки олімпійської збірної Єгипту для участі у футбольному турнірі на Олімпійських іграх у Парижі.

## Статистика виступів

### Статистика клубних виступів
Станом на 21 липня 2024
| Сезон             | Команда           | Чемпіонат         | Чемпіонат | Чемпіонат | Національний кубок | Національний кубок | Національний кубок | Континентальні кубки | Континентальні кубки | Континентальні кубки | Інші змагання | Інші змагання | Інші змагання | Усього | Усього | Усього |
| Сезон             | Команда           | Ліга              | Ігор      | Голів     | Ліга               | Ігор               | Голів              | Ліга                 | Ігор                 | Голів                | Ліга          | Ігор          | Голів         | Ігор   | Голів  |        |
| ----------------- | ----------------- | ----------------- | --------- | --------- | ------------------ | ------------------ | ------------------ | -------------------- | -------------------- | -------------------- | ------------- | ------------- | ------------- | ------ | ------ | ------ |
| 2018–19           | «Ногум»           | 1Л                | 2         | 0         | КЄ                 | 0                  | 0                  |                      | -                    | -                    |               | -             | -             | 2      | 0      |        |
| 2020–21           | «Пірамідс»        | 1Л                | 6         | 2         | КЄ                 | 1                  | 0                  | ККК                  | 1                    | 0                    |               | -             | -             | 8      | 2      |        |
| 2021–22           | «Пірамідс»        | 1Л                | 20        | 2         | КЕ                 | 0                  | 0                  | ККК                  | 0                    | 0                    |               | -             | -             | 20     | 2      |        |
| 2022–23           | «Пірамідс»        | 1Л                | 15        | 2         | КЄ                 | 0                  | 0                  | ККК                  | 7                    | 0                    | СКЄ           | 1             | 0             | 23     | 2      |        |
| 2023-січ. 2024    | ЗЕД               | 1Л                | 8         | 1         | КЄ                 | 0                  | 0                  |                      | -                    | -                    |               | -             | -             | 8      | 1      |        |
| січ.-черв. 2024   | «Пірамідс»        | 1Л                | 2         | 0         | КЄ                 | 0                  | 0                  | ЛЧ                   | 0                    | 0                    |               | -             | -             | 2      | 0      |        |
| Усього за кар'єру | Усього за кар'єру | Усього за кар'єру | 53        | 7         |                    | 1                  | 0                  |                      | 8                    | 0                    |               | 1             | 0             | 63     | 7      |        |